# Gemeines Rotblattmoos
Das Gemeine Rotblattmoos (Bryoerythrophyllum recurvirostrum) ist eine Laubmoos-Art aus der Familie Pottiaceae.

## Merkmale
Diese Moosart wächst in lockeren bis mäßig dichten Rasen, die oben grün und unten rostfarben bis ziegelrot gefärbt sind. Die Pflanzen sind unten rhizoidfilzig und bis maximal 5 Zentimeter hoch, meist jedoch kleiner. Die Blätter sind trocken verbogen bis etwas gekräuselt, feucht aufrecht abstehend. Sie sind lanzettlich und in eine scharfe Spitze verschmälert. Die Blattränder sind zurückgebogen, die Blattspitze ist meist unregelmäßig sägezähnig. Die kräftige Blattrippe endet vor oder in der Blattspitze oder kann selten kurz austreten. Die Zellen sind am Blattgrund rechteckig, hyalin oder rötlich, glatt und durchsichtig, im oberen Blattteil rundlich-quadratisch, stark papillös und undurchsichtig.
Die einhäusige Art findet man häufig mit Sporenkapseln. Die ellipsoidische bis zylindrische Kapsel auf der rötlichen Seta hat einen konischen bis geschnäbelten Deckel und kurze aufrechte Peristomzähne. Sporen haben eine Größe von 12 bis 20 Mikrometer, sie sind fein papillös.

## Standortansprüche
Das Moos ist besonders zu finden in Wäldern und im offenen Gelände, an Wegrändern oder Fußpfaden und Böschungen, in der Nähe von Gewässern. Es wächst auf basenreicher und meist kalkhaltiger Unterlage auf Erde, Gestein, auf Mauerwerk und Beton, an Borke von Laubbäumen und auf Totholz. Geeignete Wuchsorte sind lichtreich bis schattig, frisch bis feucht oder auch trocken.

## Verbreitung
Weltweit gibt es Vorkommen in Europa, weiten Teilen Asiens, in Nord- und Südafrika sowie dem tropischen Afrika, in Nord- und Mittelamerika, in Australien, Neuseeland, Ozeanien und in der Antarktis.
In Europa ist die Art von Spitzbergen bis zum Mittelmeergebiet weit verbreitet. In Deutschland, Österreich und der Schweiz ist sie vielfach häufig und die Vorkommen reichen von der Ebene bis in die nivale Höhenstufe in den Alpen. 